# Jodis approximata
Jodis approximata är en fjärilsart som beskrevs av Barend J. Lempke 1949. Jodis approximata ingår i släktet Jodis och familjen mätare. Inga underarter finns listade i Catalogue of Life.